# Басарабі (культура)

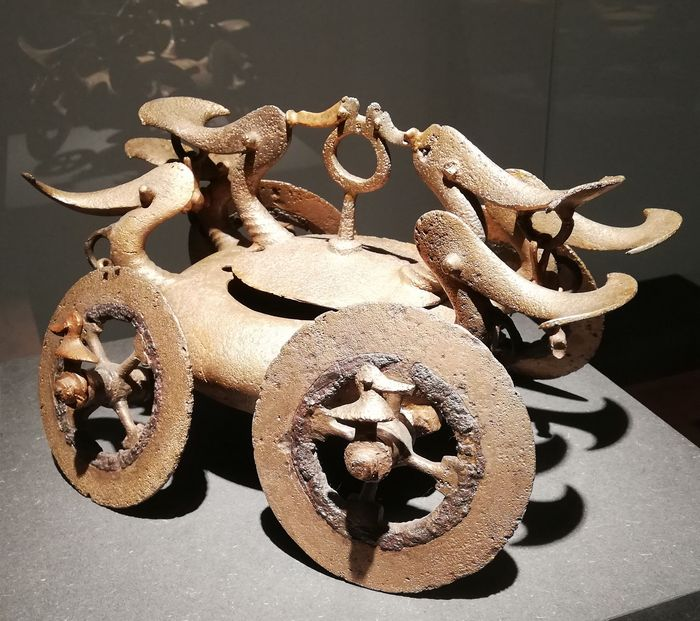
Обрядовий віз, Румунія.

Культура Басарабі — археологічна культура в Південно-Східній Європі (переважно в Румунії), датована VIII—VII століттями до нашої ери. Вона була названа на честь Басарабі, села в повіті Долж, на південному заході Румунії, нині адміністративний компонент муніципалітету Калафат. Іноді її об'єднують із спорідненою босутською культурою в комплекс Босут-Басарабі.
Культура Басарабі пов'язана з гальштатською культурою періоду залізної доби, яка, якщо її нормалізувати, рівномірно поширена, окрім зменшеної кількості місць у Мунтенії, центральних Молдавських Карпатах та Олтенії.
Гальштат A (12-11-й до н. е.) і B (10-8-й до н. е.) відповідають пізній бронзовій добі, Гальштат C (7-й до н. е.) — ранній залізній добі, а Гальштат D (6-й до н. е.) — залізній добі. Гальштатська культура, ймовірно, складалася з багатьох різних народів і мовних груп. Варіант, відомий як культура Басарабі, був присутній на більшій частині території Румунії, Болгарії, Сербії (Войводина) і центральної Молдавії аж до річки Дністер (Дністр румунською мовою) приблизно в 650 році до нашої ери.
У цей період греки заснували міста вздовж узбережжя Чорного моря, і перші письмові згадки описують їхні зустрічі з корінним населенням.